# Citroën C5
De Citroën C5 is een middenklasse personenauto van het Franse merk Citroën. De auto bestaat als hatchback en break, bij Citroën later 'Tourer' genaamd. De auto verscheen in 2001 als opvolger van de Xantia. De eerste generatie kreeg een facelift in 2004. Een derde generatie (Phase III) verscheen in 2008. In juni 2017 rolde de laatste C5 van de band en daarmee kwam voor Citroën, na 62 jaar, een einde aan de productie van voertuigen met hydropneumatische vering.

## Eerste generatie (2001-2008)
De C5 was de laatste Citroën die ontwikkeld is onder het voorzitterschap van Jacques Calvet. De wagen had de moeilijke taak om zowel de Xantia als de XM te vervangen, aangezien de introductie van de C6 steeds werd uitgesteld.
Bij de introductie werd de C5 in de pers als saai bestempeld, en er werd de auto geen lange carrière voorspeld. De C5 bood een doorontwikkeling van Citroën's hydropneumatische vering onder de naam Hydractive 3. Een belangrijke verandering waren elektronische sensoren ter vervanging van de mechanische hoogtecorrectie in de vorige hydropneumatische systemen. Hierdoor kon de boordcomputer automatisch de rijhoogte controleren en aanpassen. Het handmatig regelen van de rijhoogte bleef mogelijk, hoewel de computer ingreep als de wagen met een te hoge snelheid voor een bepaalde hoogte-stand reed. In tegenstelling tot vorige Citroëns waren remmen en stuurinrichting geen onderdeel meer van hetzelfde hydraulische circuit. De C5 was een van de eerste Europese auto's met zowel een regen- als een lichtsensor in het standaardpakket.

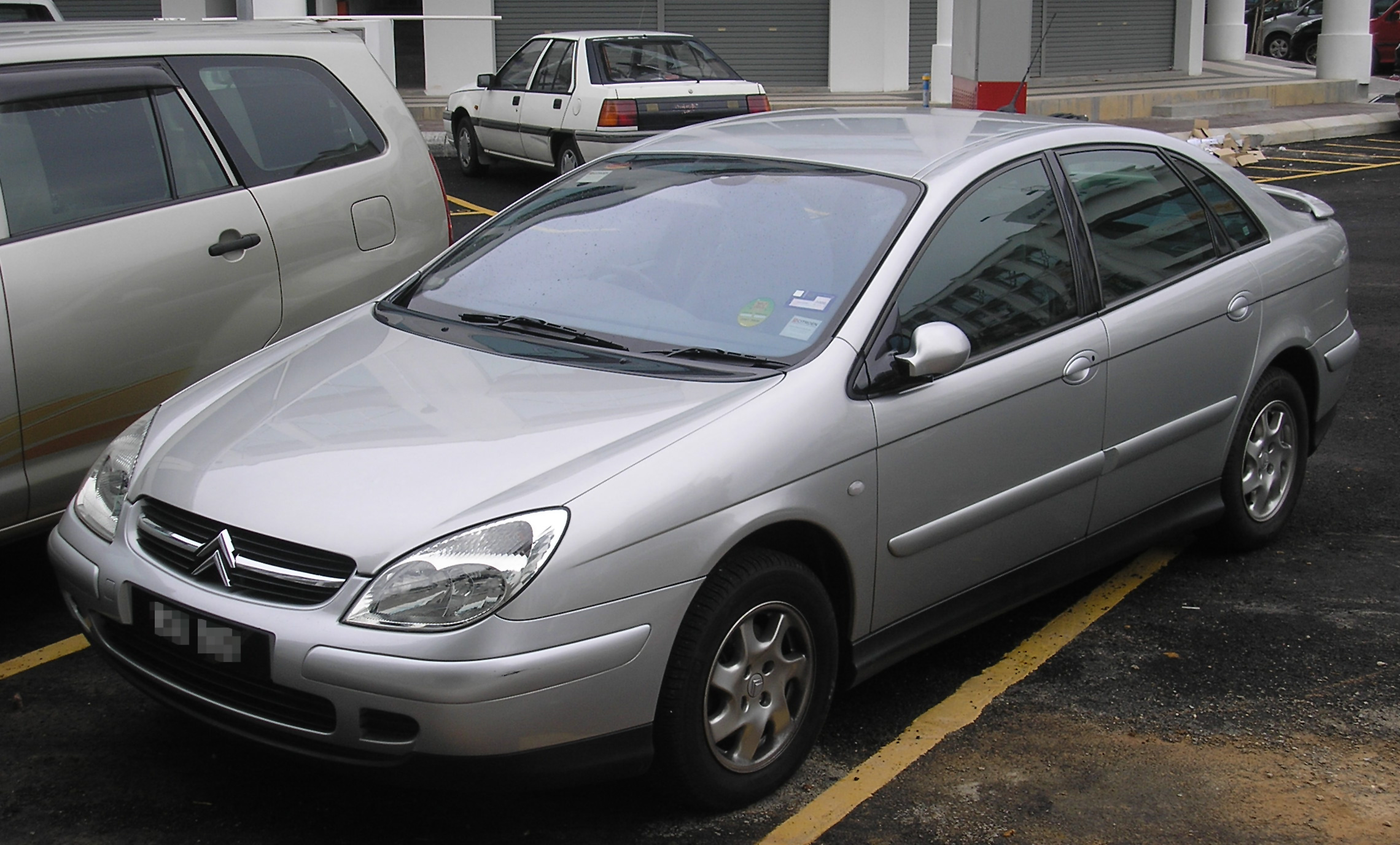
Eerste generatie, voorkant
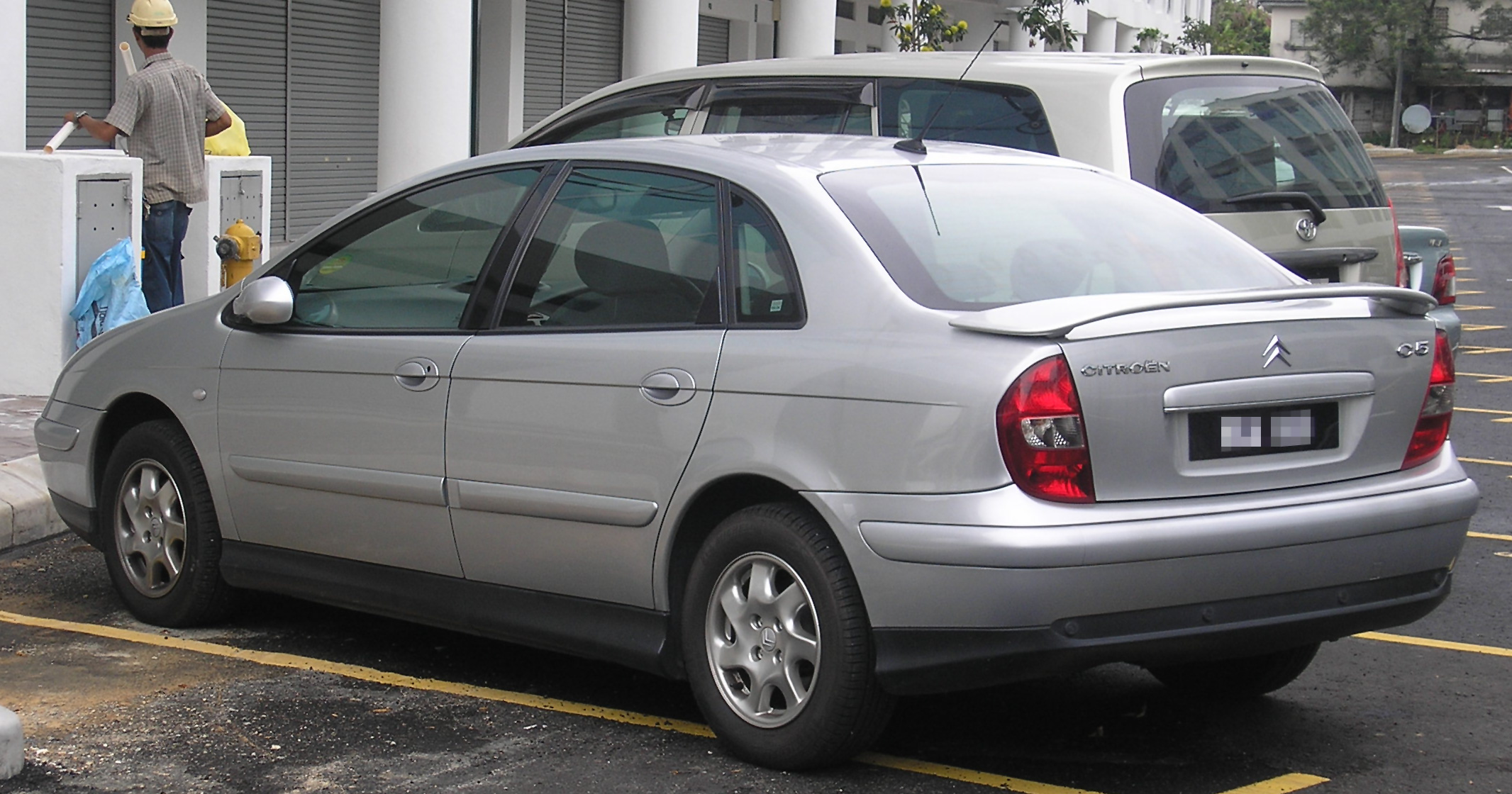
Eerste generatie, achterkant hatchback
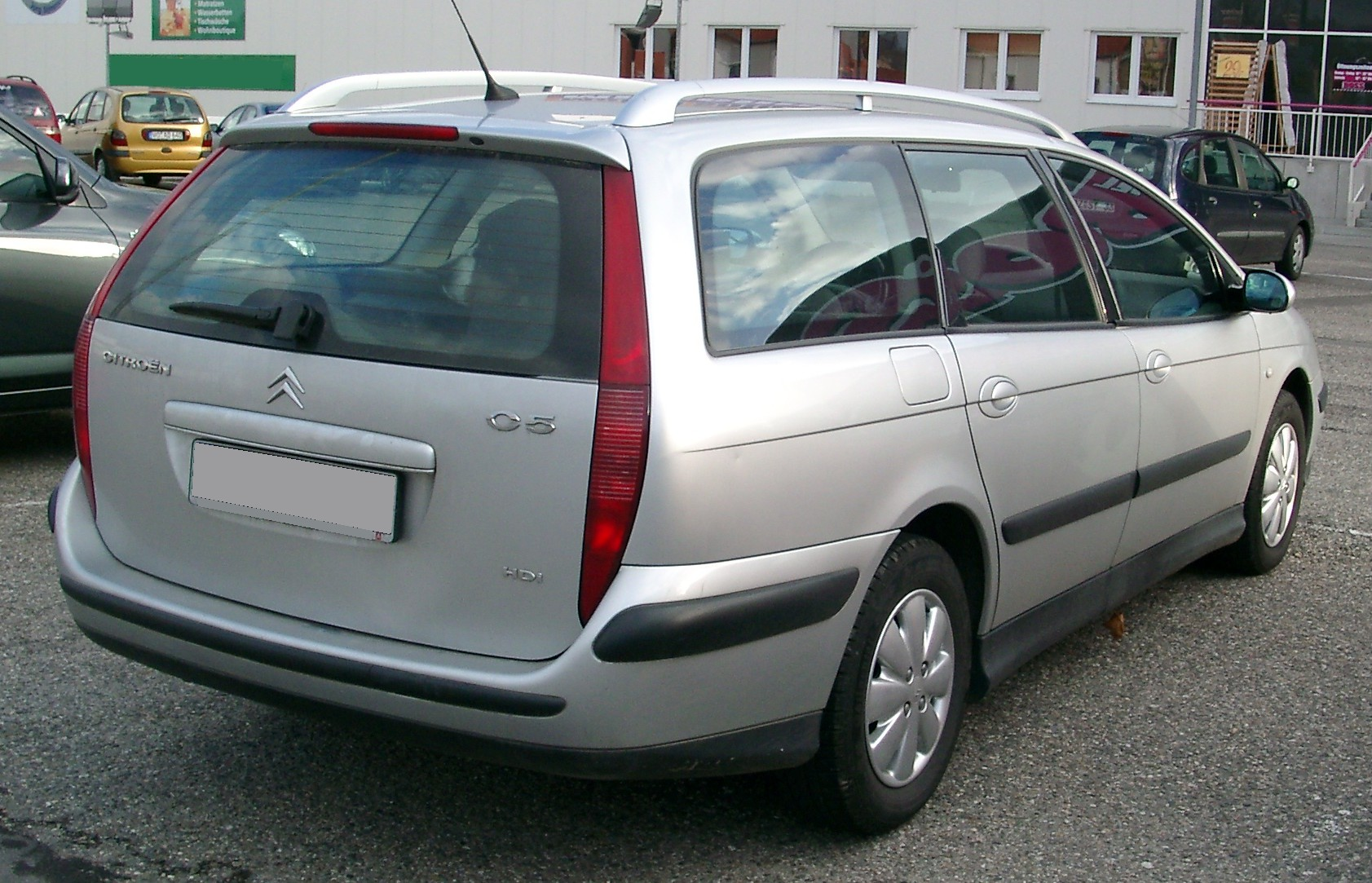
Eerste generatie, break

Geleverde motoren:

#### Benzine
| Type              | Motor     | Motor     | Motor   | Vermogen | Koppel | Berline     | Berline    | Tourer      | Tourer     | Jaartal   |
| Type              | Inhoud    | Cilinders | Kleppen | Vermogen | Koppel | Topsnelheid | 0-100 km/h | Topsnelheid | 0-100 km/h | Jaartal   |
| ----------------- | --------- | --------- | ------- | -------- | ------ | ----------- | ---------- | ----------- | ---------- | --------- |
| 1.8i 16v          | 1.749 cm³ | 4-in-lijn | 16V     | 117 pk   | 160 Nm | 196 km/h    | 11,1 s     | 193 km/h    | 11,5       | 2001-2004 |
| 1.8i 16v automaat | 1.749 cm³ | 4-in-lijn | 16V     | 117 pk   | 160 Nm | 193 km/h    | 13,1 s     | -           | -          | 2001-2004 |
| 2.0i 16v          | 1.997 cm³ | 4-in-lijn | 16V     | 138 pk   | 190 Nm | 208 km/h    | 9,8 s      | 203 km/h    | 10,0 s     | 2001-2004 |
| 2.0i 16v automaat | 1.997 cm³ | 4-in-lijn | 16V     | 138 pk   | 190 Nm | 202 km/h    | 11,2 s     | 194 km/h    | 11,8 s     | 2001-2004 |
| 2.0i 16v HPi      | 1.997 cm³ | 4-in-lijn | 16V     | 143 pk   | 192 Nm | 210 km/h    | 9,6 s      | 204 km/h    | 9,8 s      | 2001-2002 |
| 3.0i V6           | 2.964 cm³ | V6        | 24V     | 207 pk   | 285 Nm | 240 km/h    | 8,1 s      | 234 km/h    | 8,7 s      | 2001-2004 |
| 3.0i V6 automaat  | 2.964 cm³ | V6        | 24V     | 207 pk   | 285 Nm | 232 km/h    | 9,7 s      | 226 km/h    | 10,6 s     | 2001-2004 |

#### Diesel
| Type                 | Motor     | Motor     | Motor   | Vermogen | Koppel | Berline     | Berline    | Tourer      | Tourer     | Jaartal   |
| Type                 | Inhoud    | Cilinders | Kleppen | Vermogen | Koppel | topsnelheid | 0-100 km/h | topsnelheid | 0-100 km/h | Jaartal   |
| -------------------- | --------- | --------- | ------- | -------- | ------ | ----------- | ---------- | ----------- | ---------- | --------- |
| 2.0 HDi              | 1.997 cm³ | 4-in-lijn | 8V      | 90 pk    | 205 Nm | 180 km/h    | 13,1 s     | 175 km/h    | 13,5 s     | 2001-2004 |
| 2.0 HDi              | 1.997 cm³ | 4-in-lijn | 8V      | 110 pk   | 250Nm  | 192 km/h    | 11,3 s     | 187 km/h    | 11,6 s     | 2001-2004 |
| 2.0 HDi automaat     | 1.997 cm³ | 4-in-lijn | 8V      | 110 pk   | 250 Nm | 188 km/h    | 12,7 s     | 183 km/h    | 13,4 s     | 2001-2004 |
| 2.2 HDi 16V          | 2.179 cm³ | 4-in-lijn | 16V     | 136 pk   | 317 Nm | 205 km/h    | 10,2 s     | 201 km/h    | 10,6 s     | 2001-2004 |
| 2.2 HDi 16V automaat | 2.179 cm³ | 4-in-lijn | 16V     | 136 pk   | 317 Nm | 202 km/h    | 11,2 s     | 198 km/h    | 11,3 s     | 2001-2004 |

In 2004 gaf Citroën de C5 een grondige facelift (Phase II) om de wagen aantrekkelijker te maken en het uiterlijk af te stemmen op dat van de nieuwere C4. De hatchback werd verlengd van 4618 tot 4745 mm, de break van 4755 mm tot 4840 mm. De wagen kreeg ook meedraaiende koplampen.

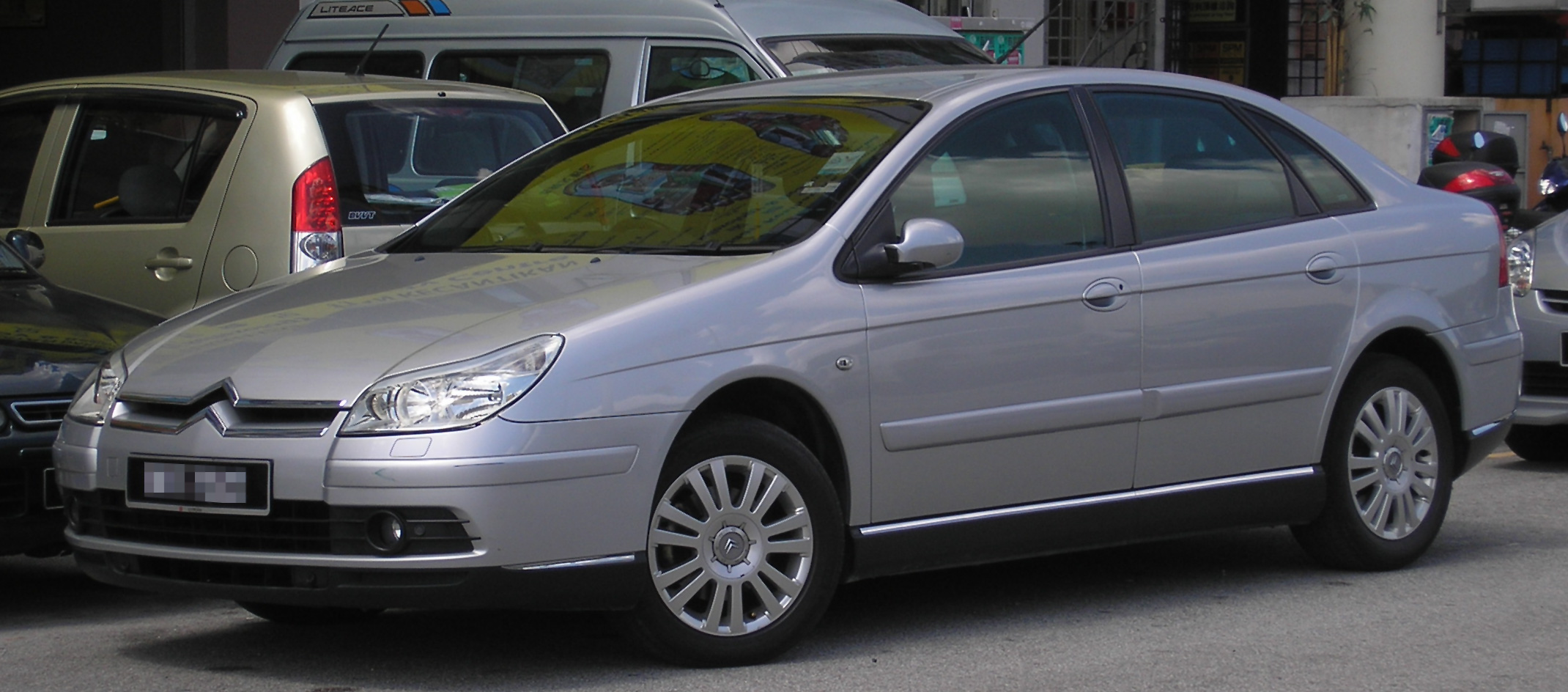
Eerste generatie, facelift, voorkant
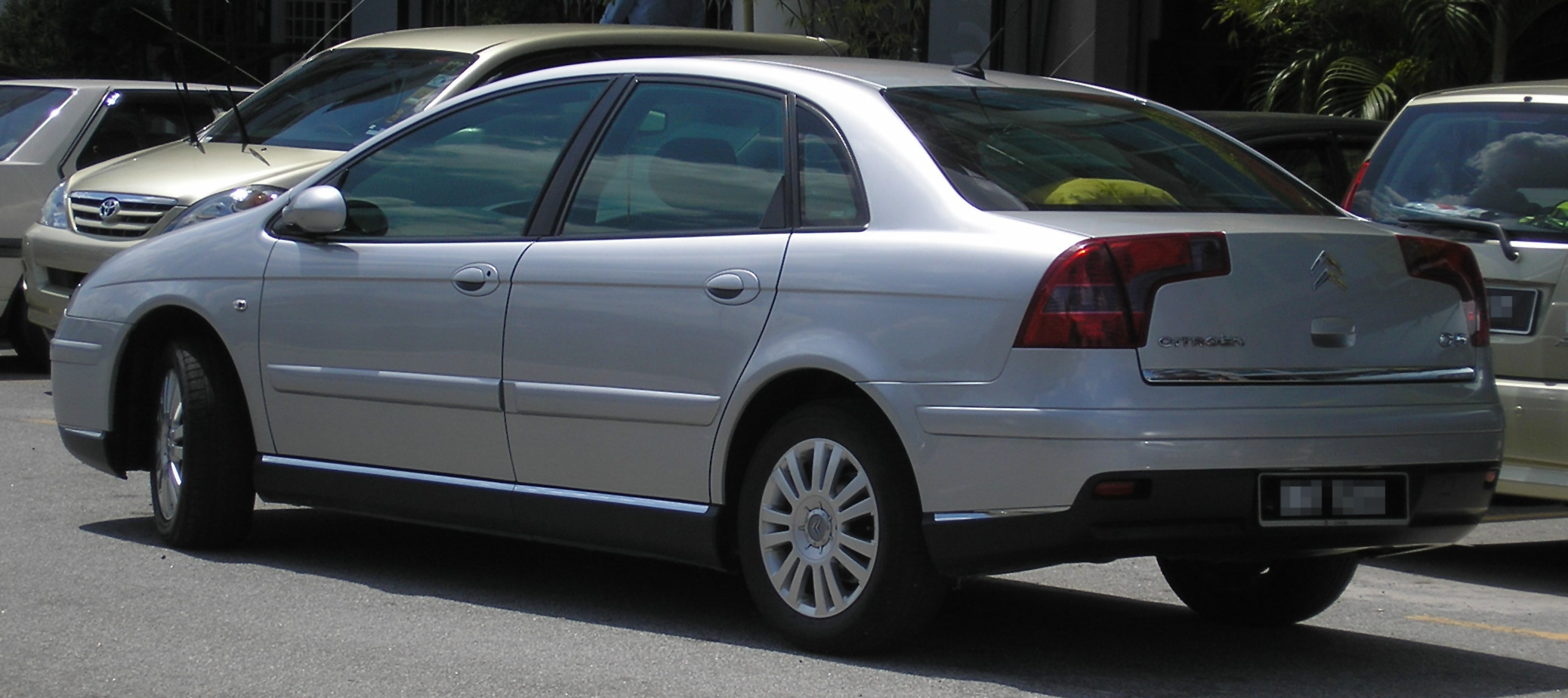
Eerste generatie, facelift, achterkant

Geleverde motoren:

#### Benzine
| Type              | Motor     | Motor     | Motor   | Vermogen | Koppel | Berline     | Berline    | Tourer      | Tourer    | Jaartal   |
| Type              | Inhoud    | Cilinders | Kleppen | Vermogen | Koppel | topsnelheid | 0-100 km/h | topsnelheid | 0-100km/h | Jaartal   |
| ----------------- | --------- | --------- | ------- | -------- | ------ | ----------- | ---------- | ----------- | --------- | --------- |
| 1.8i 16v          | 1.749 cm³ | 4-in-lijn | 16V     | 117 pk   | 160 Nm | 196 km/h    | 12,7 s     | 192 km/h    | 11,3 s    | 2004-2005 |
| 1.8i 16v          | 1.749 cm³ | 4-in-lijn | 16V     | 125 pk   | 170 Nm | 201 km/h    | 11,4 s     | 195 km/h    | 12,0 s    | 2006-2008 |
| 2.0i 16v          | 1.997 cm³ | 4-in-lijn | 16V     | 143 pk   | 200 Nm | 210 km/h    | 10,1 s     | 206 km/h    | 10,6 s    | 2004-2008 |
| 2.0i 16v automaat | 1.997 cm³ | 4-in-lijn | 16V     | 143 pk   | 200 Nm | 207 km/h    | 11,2 s     | 202 km/h    | 11,8 s    | 2004-2008 |
| 3.0i V6 automaat  | 2.964 cm³ | V6        | 24V     | 210 pk   | 285 Nm | 230 km/h    | 9,4 s      | 227 km/h    | 9,7 s     | 2004-2008 |

#### Diesel
| Type                  | Motor     | Motor     | Motor   | Vermogen | Koppel | Berline     | Berline    | Tourer      | Tourer     | Jaartal   |
| Type                  | Inhoud    | Cilinders | Kleppen | Vermogen | Koppel | topsnelheid | 0-100 km/h | topsnelheid | 0-100 km/h | Jaartal   |
| --------------------- | --------- | --------- | ------- | -------- | ------ | ----------- | ---------- | ----------- | ---------- | --------- |
| 1.6 HDiF 16V          | 1.560 cm³ | 4-in-lijn | 16V     | 110 pk   | 240 Nm | 190 km/h    | 12,5 s     | 175 km/h    | 13,5 s     | 2004-2008 |
| 2.0 HDiF 16V          | 1.997 cm³ | 4-in-lijn | 16V     | 138 pk   | 320 Nm | 205 km/h    | 10,8 s     | 199 km/h    | 11,6 s     | 2004-2008 |
| 2.2 HDiF 16V automaat | 2.179 cm³ | 4-in-lijn | 16V     | 136 pk   | 314 Nm | 204 km/h    | 12,3 s     | 198 km/h    | 11,3 s     | 2004-2005 |
| 2.0 HDiF 16V automaat | 1.997 cm³ | 4-in-lijn | 16V     | 138 pk   | 320 Nm | 205 km/h    | 11,3 s     | 201 km/h    | 11,6 s     | 2006-2008 |
| 2.2 HDiF 16V          | 2.179 cm³ | 4-in-lijn | 16V     | 173 pk   | 370 Nm | 222 km/h    | 8,5 s      | 217 km/h    | 8,7 s      | 2006-2008 |
| 2.2 HDiF 16V automaat | 2.179 cm³ | 4-in-lijn | 16V     | 173 pk   | 370 Nm | 222 km/h    | 10,3 s     | 217 km/h    | 10,7 s     | 2008-2008 |

## Tweede generatie (2008-2017)
De sedan-uitvoering was niet langer een liftback maar kreeg een afzonderlijke koffer. De wagen was verkrijgbaar vanaf 2008. De nieuwe C5 is 4,78 meter lang, 1,86 meter breed en 1,45 meter hoog. Dat is drie centimeter langer, elf centimeter breder en drie centimeter lager dan het vorige model. De break kreeg als naam "Tourer" en werd vijf centimeter langer. De voor Citroën typerende hydropneumatische ophanging was standaard op de "Exclusive-modellen" en een optie op de overige modellen.

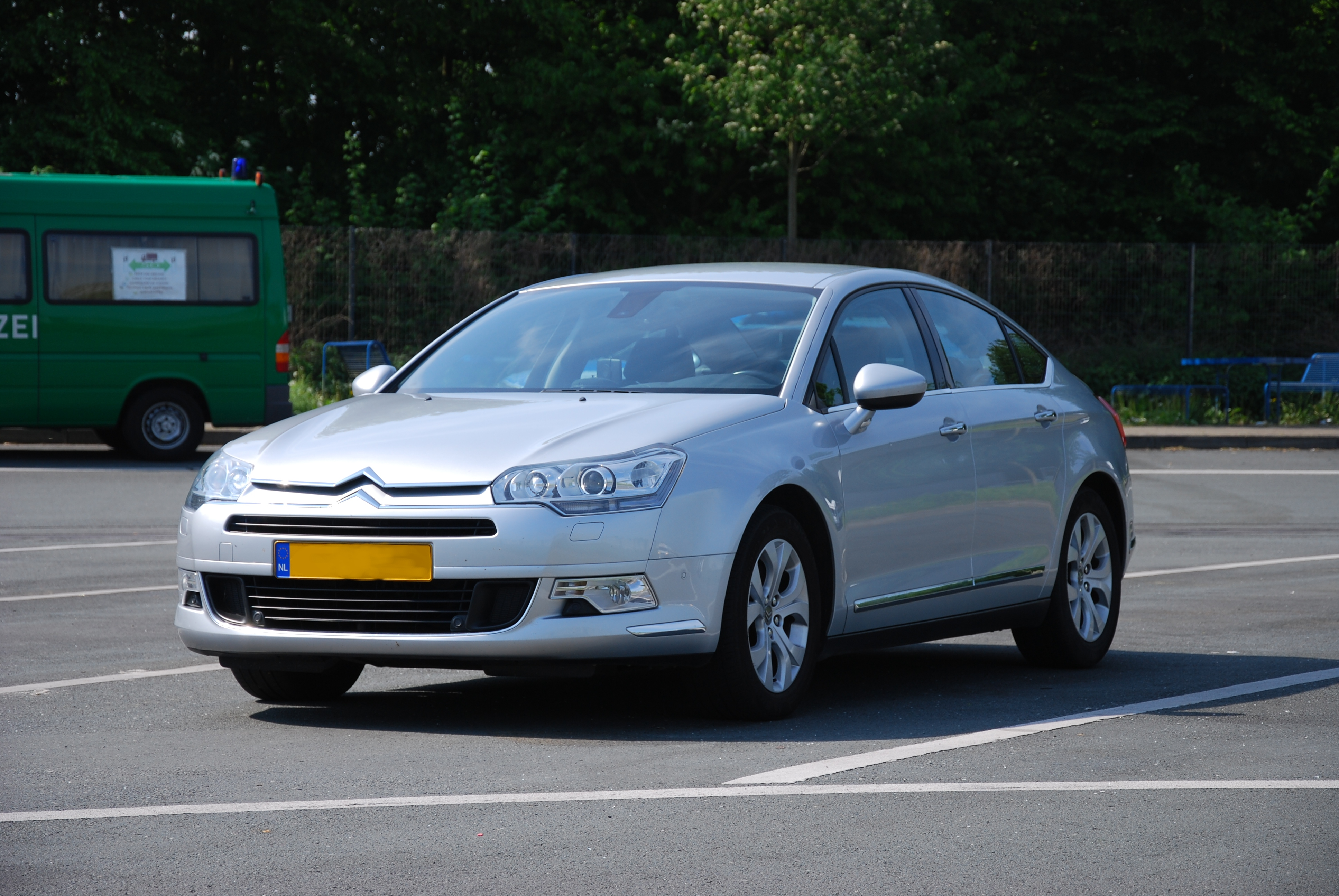
Tweede generatie, facelift, voorkant
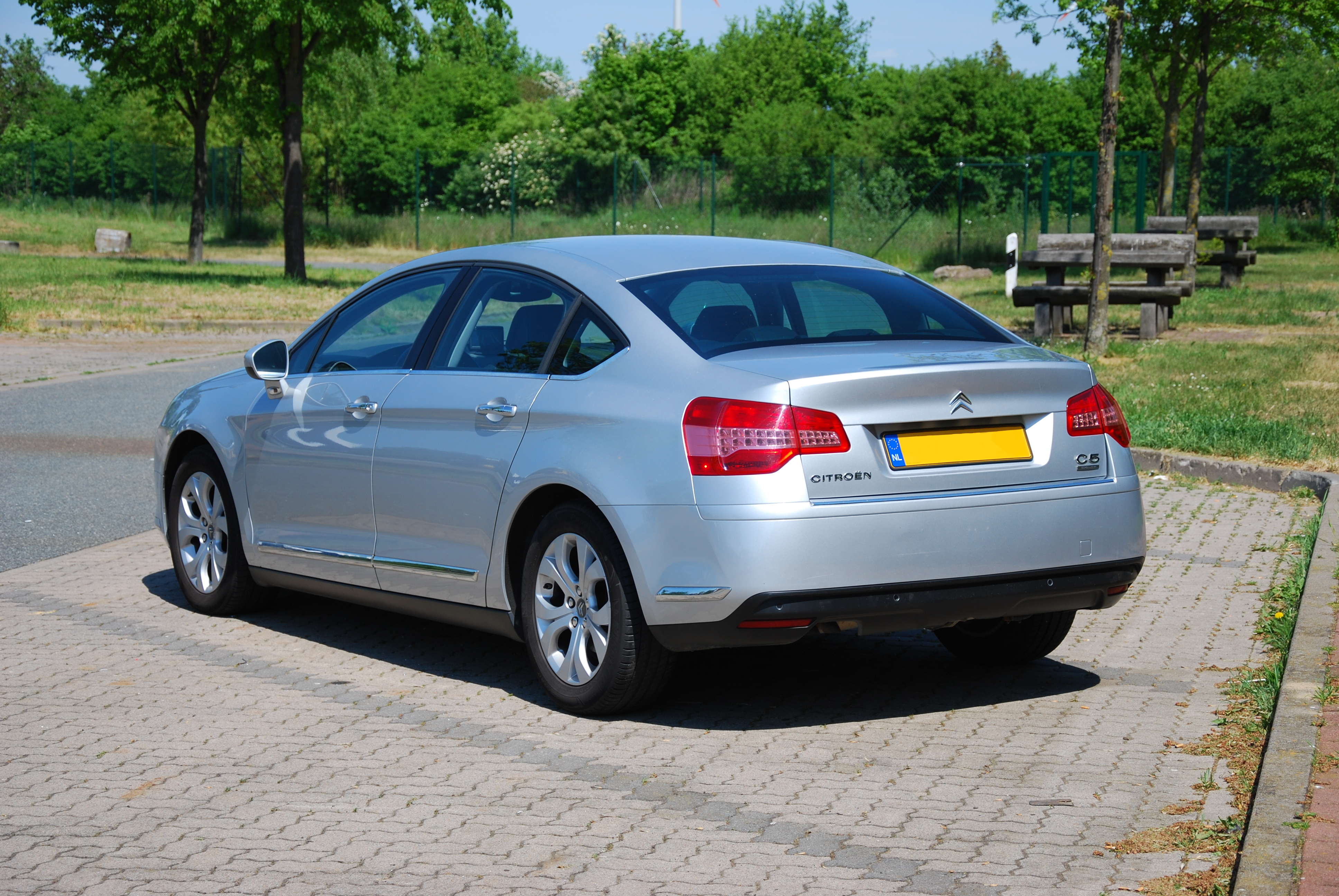
Tweede generatie, facelift, achterkant

Geleverde motoren 2008-2010:

#### Benzine
| Type              | Motor     | Motor     | Motor   | Vermogen | Koppel | Berline     | Berline    | Tourer      | Tourer     | Jaartal   |
| Type              | Inhoud    | Cilinders | Kleppen | Vermogen | Koppel | topsnelheid | 0-100 km/h | topsnelheid | 0-100 km/h | Jaartal   |
| ----------------- | --------- | --------- | ------- | -------- | ------ | ----------- | ---------- | ----------- | ---------- | --------- |
| 1.8i 16v          | 1.749 cm³ | 4-in-lijn | 16V     | 127 pk   | 170 Nm | 201 km/h    | 12,2 s     | 196 km/h    | 12,8       | 2008-2010 |
| 2.0i 16v          | 1.997 cm³ | 4-in-lijn | 16V     | 143 pk   | 200 Nm | 210 km/h    | 10,7 s     | 206 km/h    | 11,2 s     | 2008-2009 |
| 2.0i 16v automaat | 1.997 cm³ | 4-in-lijn | 16V     | 143 pk   | 200 Nm | 205 km/h    | 12,8 s     | 202 km/h    | 13,4 s     | 2008-2010 |
| 1.6 THP           | 1.598 cm³ | 4-in-lijn | 16V     | 156 pk   | 240 Nm | 210 km/h    | 9,5 s      | 210 km/h    | 10,0 s     | 2009-2010 |
| 1.6 THP automaat  | 1.598 cm³ | 4-in-lijn | 16V     | 156 pk   | 240 Nm | 210 km/h    | 9,8 s      | 210 km/h    | 10,2 s     | 2010-2010 |
| 3.0i V6 automaat  | 2.946 cm³ | V6        | 24V     | 215 pk   | 290 Nm | 224 km/h    | 10,0 s     | 222 km/h    | 10,3 s     | 2008-2009 |

#### Diesel
| Type                  | Motor     | Motor     | Motor   | Vermogen | Koppel | Berline     | Berline    | Tourer      | Tourer     | Jaartal   |
| Type                  | Inhoud    | Cilinders | Kleppen | Vermogen | Koppel | topsnelheid | 0-100 km/h | topsnelheid | 0-100 km/h | Jaartal   |
| --------------------- | --------- | --------- | ------- | -------- | ------ | ----------- | ---------- | ----------- | ---------- | --------- |
| 1.6 HDiF 16V          | 1.560 cm³ | 4-in-lijn | 16V     | 110 pk   | 240 Nm | 191 km/h    | 13,4 s     | 188 km/h    | 14,0 s     | 2008-2010 |
| 2.0 HDiF 16V          | 1.997 cm³ | 4-in-lijn | 16V     | 138 pk   | 320 Nm | 204 km/h    | 11,6 s     | 200 km/h    | 12,1 s     | 2008-2009 |
| 2.0 HDiF 16V automaat | 1.997 cm³ | 4-in-lijn | 16V     | 138 pk   | 320 Nm | 201 km/h    | 12,8 s     | 198 km/h    | 13,3 s     | 2008-2009 |
| 2.0 HDiF 16V          | 1.997 cm³ | 4-in-lijn | 16V     | 163 pk   | 340 Nm | 210 km/h    | 10,0 s     | 210 km/h    | 10,3 s     | 2009-2010 |
| 2.0 HDiF 16V automaat | 1.997 cm³ | 4-in-lijn | 16V     | 163 pk   | 340 Nm | 210 km/h    | 10,8 s     | 210 km/h    | 11,2 s     | 2009-2010 |
| 2.2 HDiF 16V          | 2.179 cm³ | 4-in-lijn | 16V     | 173 pk   | 370 Nm | 219 km/h    | 10,0 s     | 216 km/h    | 10,4 s     | 2008-2009 |
| 2.7 HDiF V6 automaat  | 2.720 cm³ | V6        | 24V     | 208 pk   | 440 Nm | 224 km/h    | 9,6 s      | 222 km/h    | 9,9 s      | 2008-2009 |
| 3.0 HDiF V6 automaat  | 2.993 cm³ | V6        | 24V     | 241 pk   | 450 Nm | 243 km/h    | 7,9 s      | 242 km/h    | 7,9 s      | 2009-2010 |

Geleverde motoren 2010-2017:

#### Benzine
| Type                 | Motor     | Motor     | Motor   | Vermogen | Koppel | Berline     | Berline    | Tourer      | Tourer     | Jaartal   |
| Type                 | Inhoud    | Cilinders | Kleppen | Vermogen | Koppel | topsnelheid | 0-100 km/h | topsnelheid | 0-100 km/h | Jaartal   |
| -------------------- | --------- | --------- | ------- | -------- | ------ | ----------- | ---------- | ----------- | ---------- | --------- |
| 1.6 VTi 120          | 1.598 cm³ | 4-in-lijn | 16V     | 120 pk   | 160 Nm | 188 km/h    | 13,5 s     | 182 km/h    | 14,2 s     | 2010-2012 |
| 1.6 VTi 120 automaat | 1.598 cm³ | 4-in-lijn | 16V     | 120 pk   | 160 Nm | 188 km/h    | 13,5 s     | 182 km/h    | 14,2 s     | 2012-2014 |
| 1.6 THP 155          | 1.598 cm³ | 4-in-lijn | 16V     | 156 pk   | 240 Nm | 210 km/h    | 9,5 s      | 210 km/h    | 10,0 s     | 2010-2015 |
| 1.6 THP 155 automaat | 1.598 cm³ | 4-in-lijn | 16V     | 156 pk   | 240 Nm | 210 km/h    | 10,7 s     | 210 km/h    | 11,3 s     | 2010-2015 |

#### Diesel
| Type                     | Motor     | Motor     | Motor   | Vermogen | Koppel | Berline     | Berline    | Tourer      | Tourer     | Jaartal   |
| Type                     | Inhoud    | Cilinders | Kleppen | Vermogen | Koppel | topsnelheid | 0-100 km/h | topsnelheid | 0-100 km/h | Jaartal   |
| ------------------------ | --------- | --------- | ------- | -------- | ------ | ----------- | ---------- | ----------- | ---------- | --------- |
| 1.6 HDi 115              | 1.560 cm³ | 4-in-lijn | 8V      | 112 pk   | 240 Nm | 190 km/h    | 12,8 s     | 187 km/h    | 13,3 s     | 2010-2014 |
| 1.6 e-HDi 115 automaat   | 1.560 cm³ | 4-in-lijn | 8V      | 112 pk   | 240 Nm | 190 km/h    | 13,8 s     | 190 km/h    | 14,3 s     | 2010-2015 |
| 2.0 HDi 160              | 1.997 cm³ | 4-in-lijn | 16V     | 163 pk   | 340 Nm | 210 km/h    | 9,9 s      | 210 km/h    | 10,3 s     | 2010-2015 |
| 2.0 BlueHDi 150          | 1.997 cm³ | 4-in-lijn | 16V     | 150 pk   | 370 Nm | 214 km/h    | 9,1 s      | 211 km/h    | 9,4 s      | 2015-2017 |
| 2.0 BlueHDi 180 automaat | 1.997 cm³ | 4-in-lijn | 16V     | 180 pk   | 400 Nm | 222 km/h    | 8,7 s      | 219 km/h    | 8,8 s      | 2015-2017 |
| 2.2 HDi 200 automaat     | 2.179 cm³ | 4-in-lijn | 16V     | 204 pk   | 450 Nm | 230 km/h    | 8,9 s      | 225 km/h    | 9,4 s      | 2010-2015 |
| 3.0 HDi V6 automaat      | 2.993 cm³ | V6        | 24V     | 241 pk   | 450 Nm | 243 km/h    | 8,3 s      | 242 km/h    | 8,5 s      | 2010-2012 |

## C5 X (2021-heden)
Na een afwezigheid van vier jaar presenteerde Citroën in april 2021 een nieuwe versie van de C5. Daarbij werd de naam veranderd in C5 X om de verhoogde carrosserie en de SUV-proporties te benadrukken. Het ontwerp is geïnspireerd op de Citroën CXperience Concept die op het Autosalon van Parijs in 2016 werd voorgesteld. De wagen wordt uitsluitend als hatchback aangeboden, er is geen sedan- noch stationwagenvariant.
Naast twee turbobenzinemotoren van 1,2 liter en 1,6 liter met respectievelijk 96 kW (131 pk) en 133 kW (181 pk) is er ook een hybride-aandrijflijn beschikbaar bestaande uit een 1,6-liter turbobenzinemotor in combinatie met een elektromotor gekoppeld aan een 12,4 kWh lithion-ionbatterij. Dit geeft de hybridevariant van de C5 X een elektrisch rijbereik van ongeveer 60 km (WLTP). Het motorvermogen wordt op de voorwielen overgebracht via een achttraps automatische transmissie.

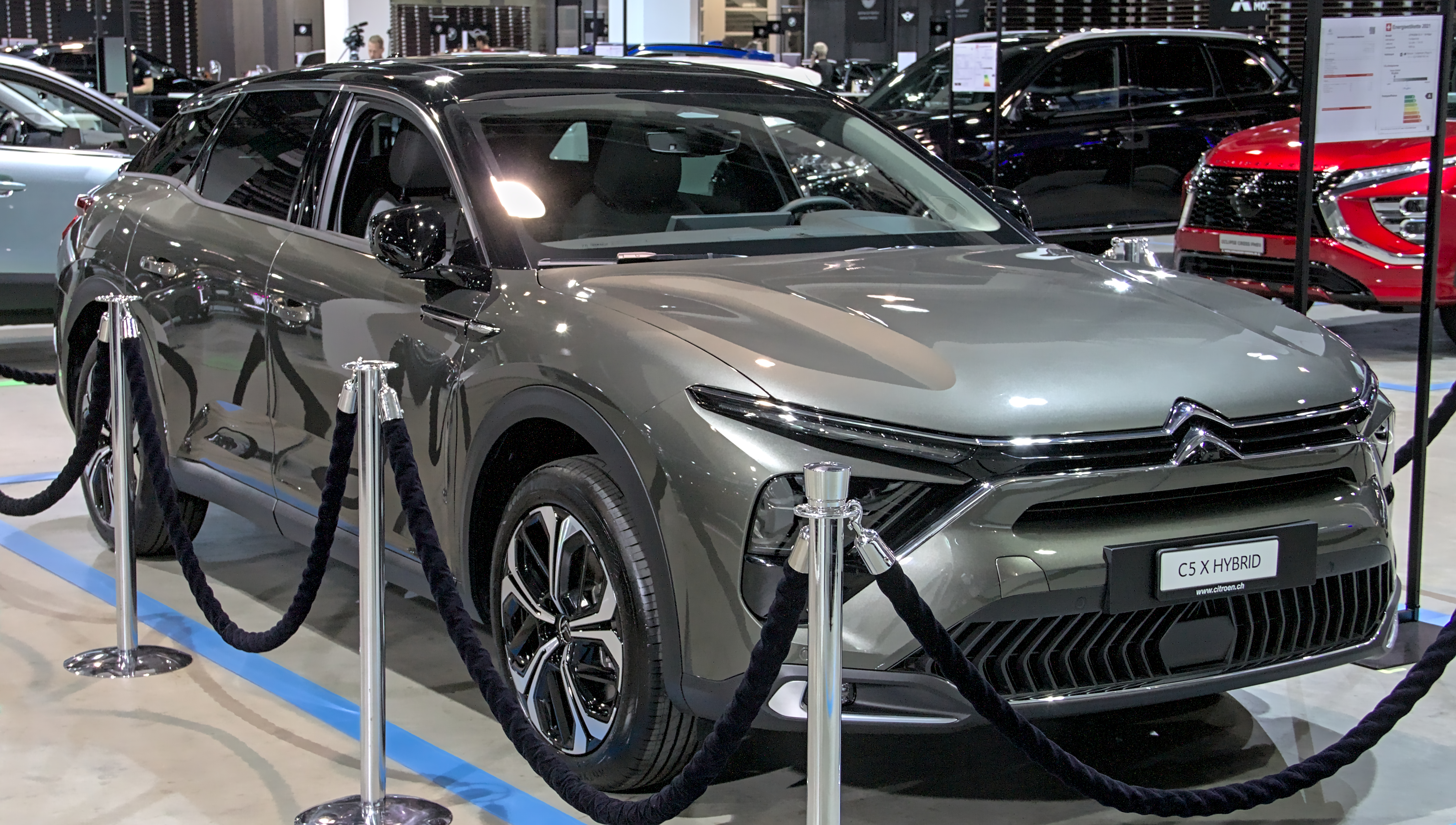
Citroën C5 X, voorkant
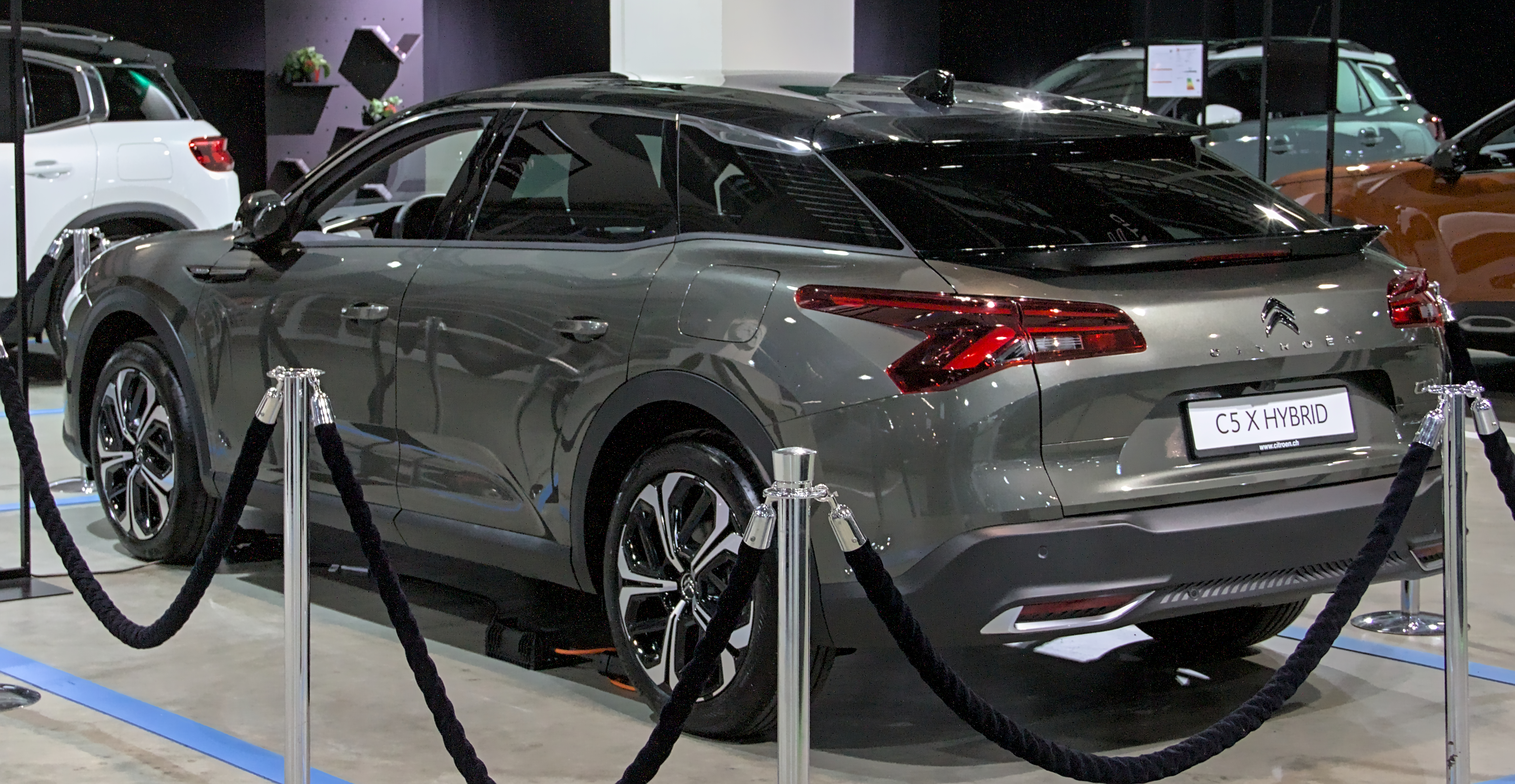
Citroën C5 X, achterkant
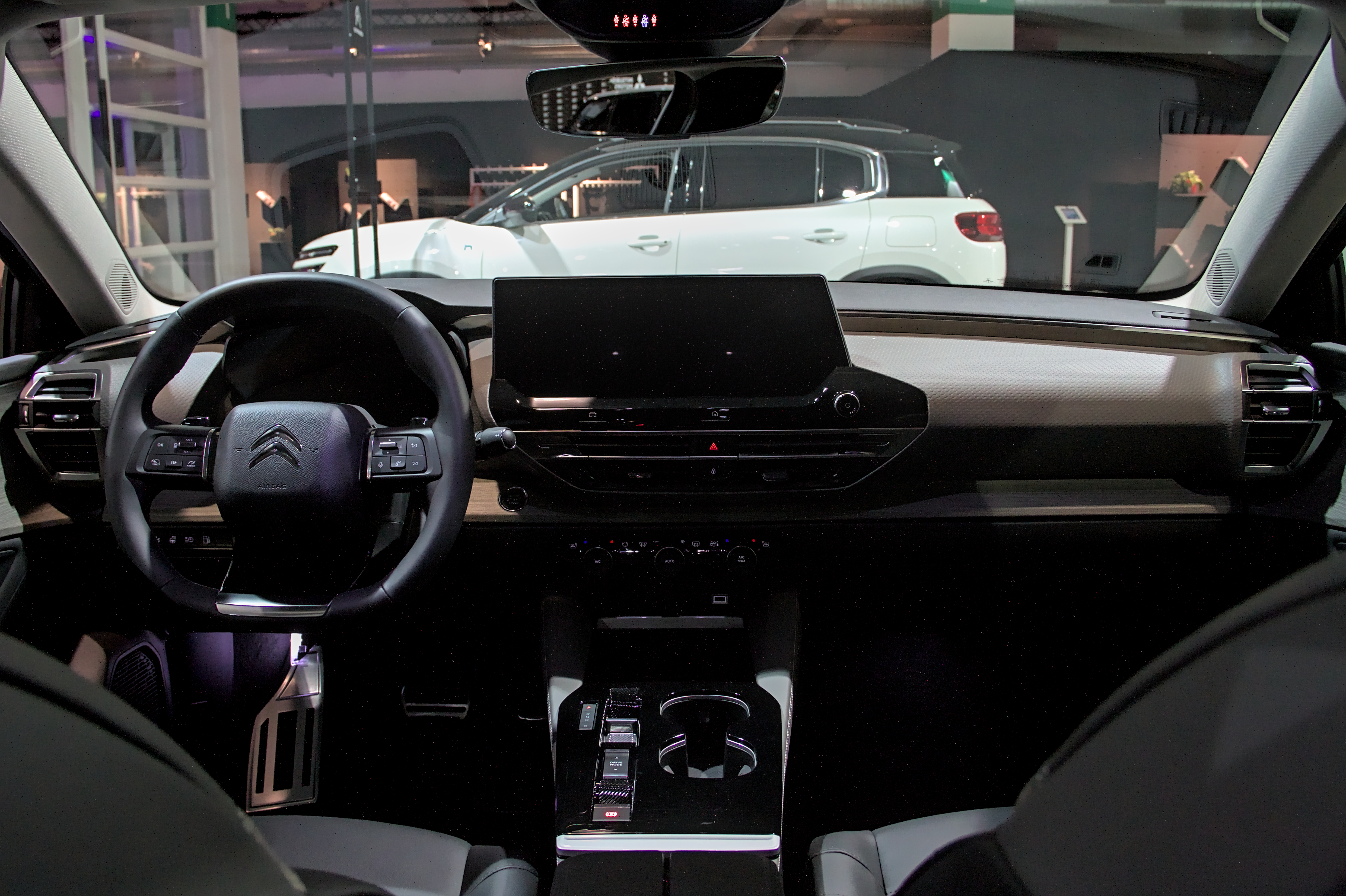
Citroën C5 X, interieur
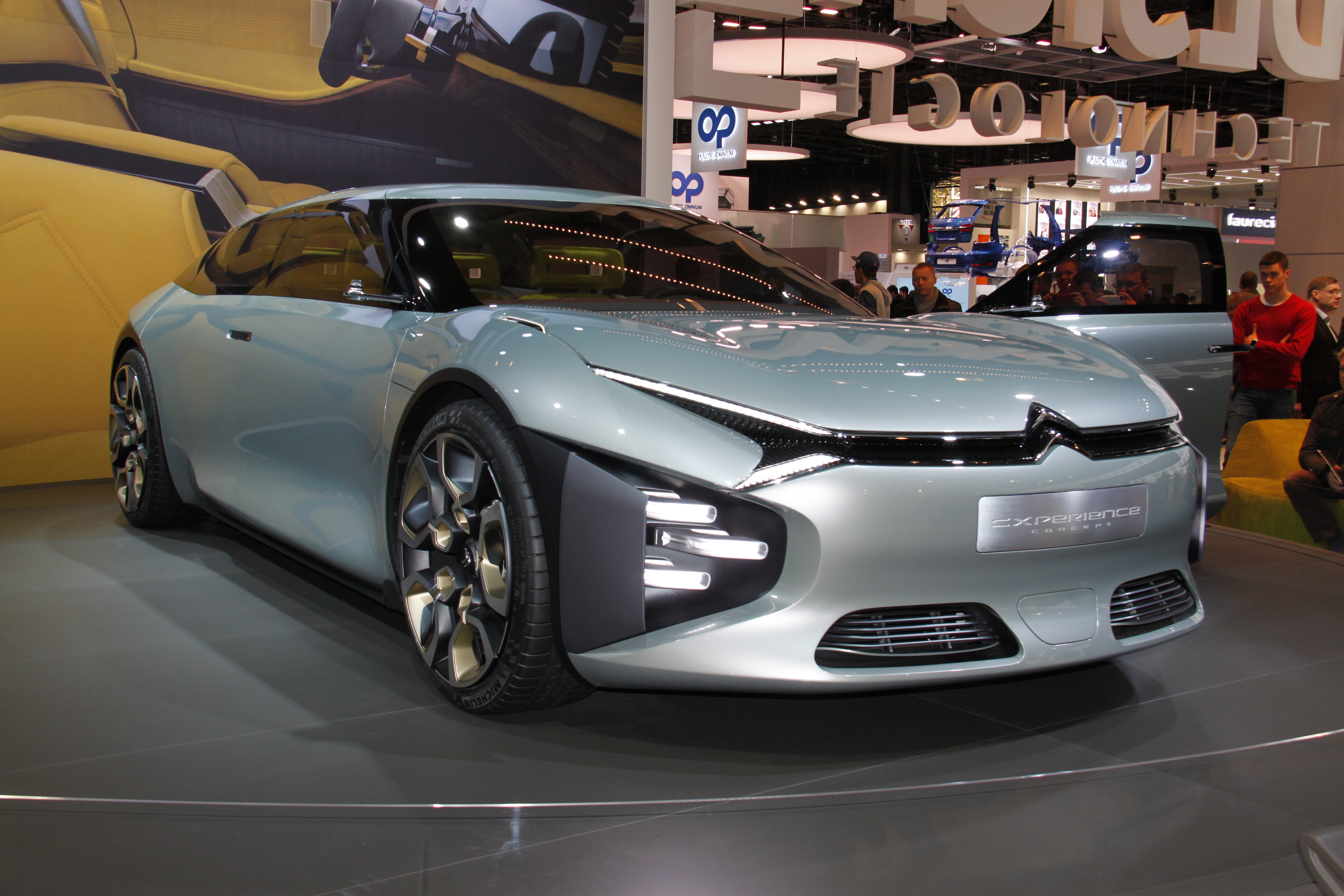
Citroën CXperience Concept (2016)

Geleverde motoren (2022-heden):

#### Benzine
| Type         | Motor     | Motor     | Motor   | Vermogen | Koppel | Topsnelheid | 0-100 km/h | Jaartal |
| Type         | Inhoud    | Cilinders | Kleppen | Vermogen | Koppel | Topsnelheid | 0-100 km/h | Jaartal |
| ------------ | --------- | --------- | ------- | -------- | ------ | ----------- | ---------- | ------- |
| PureTech 130 | 1.199 cm³ | 3-in-lijn | 12V     | 131 pk   | 230 Nm | 210 km/h    | 11,3 s     | 2022-   |
| PureTech 180 | 1.598 cm³ | 4-in-lijn | 16V     | 181 pk   | 300 Nm | 230 km/h    | 8,8 s      | 2022-   |

#### Hybride
| Type       | Motor     | Motor                    | Motor   | Vermogen | Koppel | Topsnelheid | 0-100 km/h | Jaartal |
| Type       | Inhoud    | Cilinders                | Kleppen | Vermogen | Koppel | Topsnelheid | 0-100 km/h | Jaartal |
| ---------- | --------- | ------------------------ | ------- | -------- | ------ | ----------- | ---------- | ------- |
| Hybrid 225 | 1.598 cm³ | 4-in-lijn + elektromotor | 16V     | 224 pk   | 360 Nm | 233 km/h    | 7,9 s      | 2022-   |